# Стад Камиль-Лебон
Стад Камиль-Лебон (фр. Stade Camille-Lebon) — футбольный стадион в Ангулеме.
Стадион, открытый в 1932 году, вмещал более 10 тысяч зрителей, но в ходе реконструкции 1969 года вместимость была снижена до 6500 мест. Назван в честь одного из основателей местного футбольного клуба, в настоящее время носящего название Ангулем-Шаранта. Кроме мужского клуба, некоторые свои матчи здесь проводит и женский ASJ Soyaux. Также здесь проводятся и местные финальные игры, проводимые департаментом Шаранта или городом Ангулем.
Стадион расположен в спортивном городском парке по соседству с регбийным стадионом Стад Шанзи и спортивными площадками. Владельцем сооружений является город Ангулем.
1970-е годы были лучшими в истории клуба, он играл в Лиге 1, однажды даже завоевав право участвовать в Кубке ярмарок.
Другое значимое событие в истории стадиона — отборочная игра национальной женской сборной, которая 30 мая 2007 года обыграла здесь сборную Словении со счётом 6:0.